# Фокер C.I
Фокер C.I је извиђачки авион направљен у Немачкој. Авион је први пут полетео 1918. године.

## Пројектовање и развој
Авион Фокер C.I је пројектован на самом крају Првог светског рата као извиђачки авион. Основа за овај пројект је послужио ловачки авион Фокер D.VII који је сматран за један од најбољих ловаца Првог светског рата. Димензије у односу на ловца су нешто повећане и у трупу је смештен још један кокпит за осматрача. Авион је наоружан са два митраљеза један напред фиксан а други на окретном постољу осматрача. Авион није учествовао у ратним операцијама пошто производња није почела пре потписивања примирја. Фактички живот овог авиона почиње након пресељења фабрике Фокер у Холандију где је на основу прикупљених делова почела производња.

## Технички опис
Труп му је правоугаоног попречног пресека, бокови трупа и под су равни а поклопац трупа закривљен. Носећа конструкција трупа је направљена од заварених челичних цеви високе чврстоће. Дијагонале за учвршћење рамова су од челичних цеви у пределу испред кокпита а иза према репу су жичане. Прамац трупа у пределу мотора до кабине пилота је овалан и обложен алуминијумским лимом. Шперплочом је обложена горња страна трупа све до репа авиона. Изван лимене облоге, цео труп је обложен импрегнираним платном, укључујући и делове трупа обложене шперплочом. Пилот је седео у отвореном кокпиту. Прегледност из пилотске кабине је била добра јер се хладњак налазио испред мотора. Фиксни митраљез је био у хаптичком пољу пилота, тако да је могао интервенисати кад дође до његовог застоја у раду.
Погонска група: Авион је био опремљен течношћу хлађеним мотором, BMW III 136&nbsp;kW(185KS) или мотором . То су били линијски мотори са 6 и 8 цилиндара. Поред ових мотора уграђивани су различити мотори када су овима истекли ресурси. Поред линијских мотора (Siddeley Puma) уграђивани су и радијални ваздухом хлађени мотори (Armstrong Siddeley Lynx). На вратилу мотора је била причвршћена од слојевито лепљеног дрвета двокрака вучна елиса, непроменљивог корака. Хладњак за расхладну течност се налази испред мотора а иза елисе. Резервоар за гориво се налази у лименој облози осовине стајног трапа.
Авион Фокер C.I је двокрилац. Горње крило му је једноделно правоугаоног облика и средње дебљине. Конструкција крила је дрвена са две рамењаче. Предња рамењача са нападном ивицом крила чини торзиону кутију. Крила су пресвучена импрегнираним платном. На средини је крило најдебље а према крајевима та дебљина се смањује. Горње крило је балдахином повезано са трупом авиона. Предња рамењача се са шест подупирача ослања на труп (по три са сваке стране трупа) а задња рамењача се са два подупирача ослања на труп (по један са сваке стране). На крајевима, крила су међусобно повезана упорницама у облику латиничног слава N. Подупирачи и упорнице су направљени од челичних цеви. Крила између себе немају затезаче од челичних жица које у лету стварају велики аеродинамички отпор. Елерони се налазе само на горњем крилу и заузимају више од 1/3 размаха крила, укључујући и надвишене компензационе површине. Конструкција је цевасти челични оквир и челичне цеви као ребра, облога је од платна. Управљање елеронима је помоћу сајли за управљање. Доње крило је исте конструкције као и горње, али има мањи размах и ширину. Доња крила су конзолно везана за труп авиона. Горње крило је било померено ка кљуну авиона у односу на доње. Спојеви предње ивице са бочним ивица крила су полукружно изведени.
Сва три стабилизатора (вертикални и хоризонтални) су троугластог облика направљени од челичних цеви, обложени платном и причвршћени за горњу страницу трупа. Кормило правца са великом компезационом површином је направљено од челичних цеви и обложено платном. Кормила дубине су направљена од дрвета и такође обложена платном. Троугласти реп (хоризонтални стабилизатори) су ослоњени цевастим челичним подупирачима са сваке стране на доњу страницу трупа а са горње стране затезачима причвршћени за вертикални стабилизатор.
Стајни трап је био класичан, направљен као челична конструкција од заварених танкозидих цеви са фиксном осовином. Амортизација је била помоћу гумених каишева а на репном делу се налазила еластична дрвена дрљача.
Авион је био наоружан са два митраљеза. Један је био предњи фиксни, синхронизован са елисом и гађао је кроз обртно поље елисе а други се налазио на обртном постољу монтираном на другом кокпиту и њиме је руковао осматрач. Служио је за одбрану авиона из задње сфере. Поред стрељачког наоружања авион је могљао да понесе укупнпо 50 кг бомби 2 Х 25 или 4 Х 12,5 kg.

## Верзије
- V.38 - прототип.
- C.I - извиђачки авион са мотором BMW IIIa снаге 185 KS (138 kW).
- C.Ia - побољшана верзија.
- C.I-W - експериментални хидроавион са пловцима
- C.II - троседа путничка варијанта са мотором BMW IIIa.
- C.III - тренажни двосед са мотором Hispano-Suiza 8B снаге 220 KS (184 kW).

## Оперативно коришћење
Укупно је произведено 250 авиона Фокер . прва испорука је била 16 авиона за војску Холандије и они су већ у фебруару 1919. ушли у оперативну службу. Холандија је купила укупно 62 ава авиона, Совјетски Савез је купио 42 примерка а Морнарица САД је 1921. године купила 5 а Армија САД такође 5 авиона. Поред њих и Данска је купила 8 ових авиона. Авион је служио за извиђање а кад је застарео, служио је за обуку пилота и извиђача, последњи C.I је расходован 1936. године.
Године 1919. Фокер је развио цивилну „путничку лимузину“ C.II претварајући кабину за посматрање C.I у путничку кабину за две особе са затвореном провидном хаубом. Ови авиони су испоручивани Канади, САД и Јужној америци.
Шпаија је од Фокера наручила напредни тренажни авион са мотором Hispano-Suiza 8B снаге 184 kW (220 KS) и тај авион је добио ознаку C.III.

### Сачувани примерци
Сачуван је један примерак овог авиона и налазе се као музејски примерак у музеју:
- Museo de Aeronáutica y Astronáutica, Madrid, Spain

## Земље које су користиле авион
| - Канада - Данска - Немачко царство - Холандија | - Совјетски Савез - САД - Шпанија |